# Gemeine Keiljungfer
Die Gemeine Keiljungfer (Gomphus vulgatissimus) ist eine Libellenart aus der Familie der Flussjungfern (Gomphidae), die zu den Großlibellen (Anisoptera) gehören. Sie wurde von der Gesellschaft deutschsprachiger Odonatologen und dem BUND in Deutschland zur Libelle des Jahres 2017 gekürt.

## Merkmale

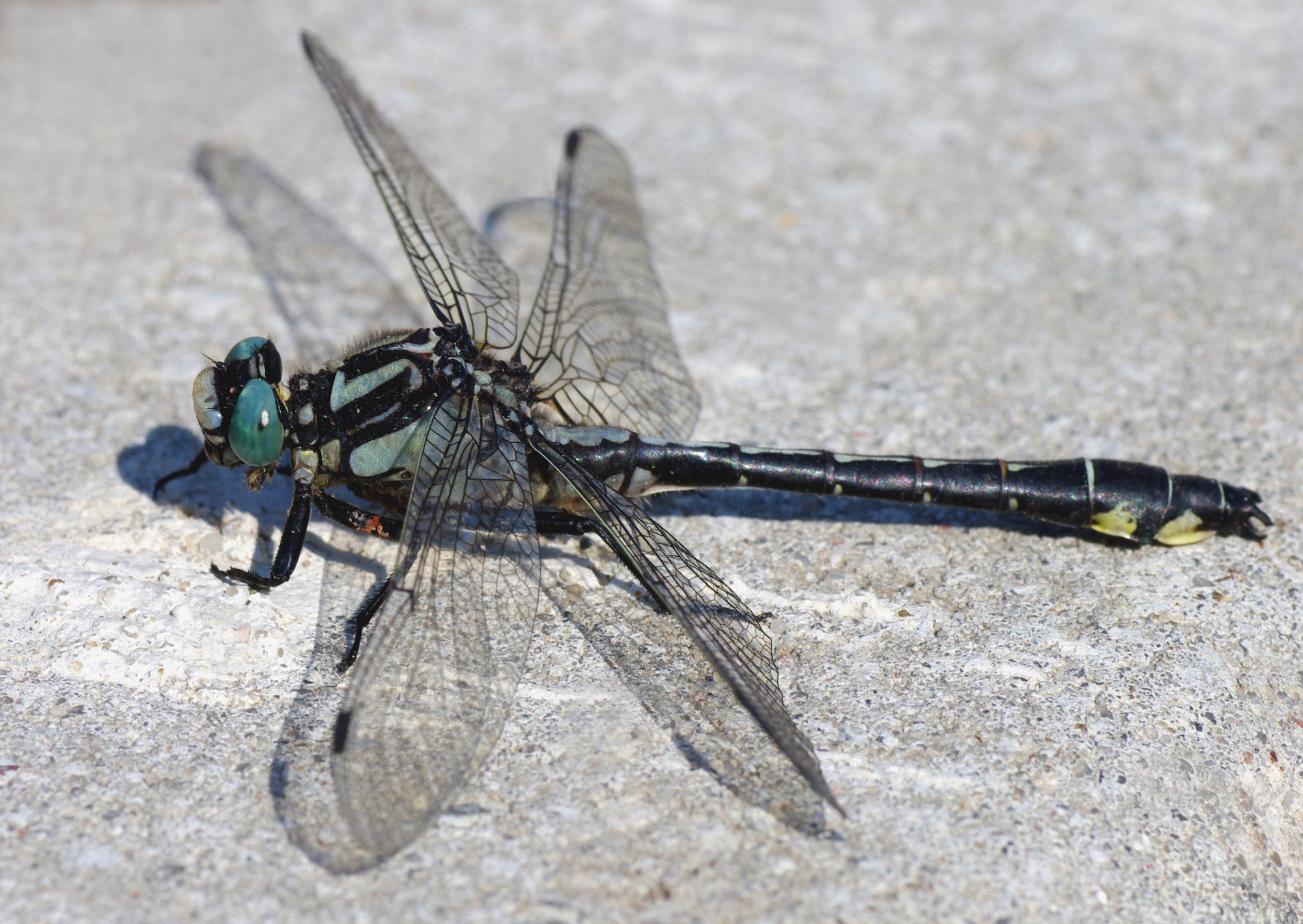
Bei ausgereiften Männchen werden die zuvor gelben Zeichnungselemente am Thorax und am oberen Abdomen grün-grau; die seitlichen Flecken am Hinterleibsende bleiben allerdings gelblich

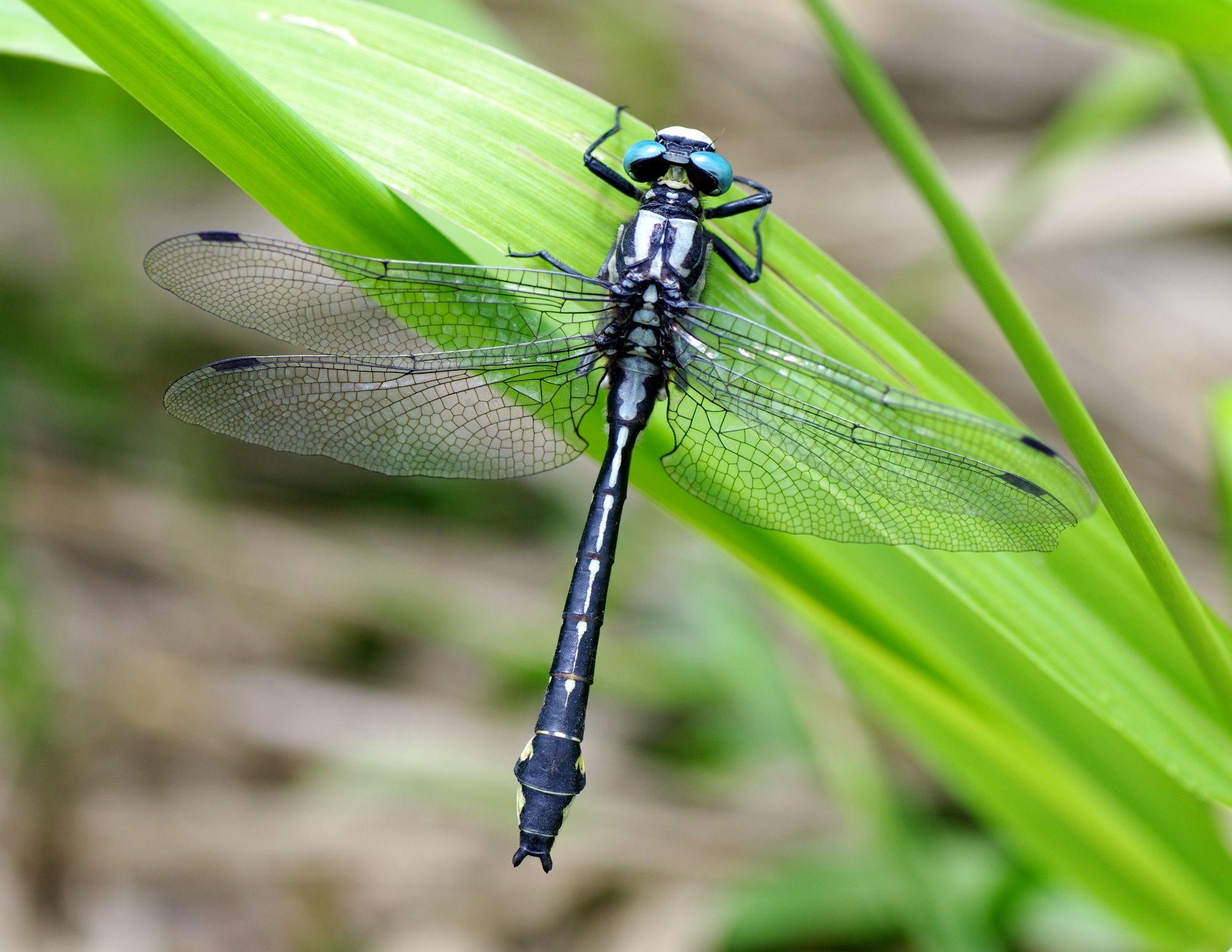
Männchen von oben gesehen; im Gegensatz zu anderen Gomphiden setzt sich die farbige Mittelzeichnung auf dem Abdomen nicht bis auf die Segmente 8 bis 10 (hier typisch keulig verdickt) fort

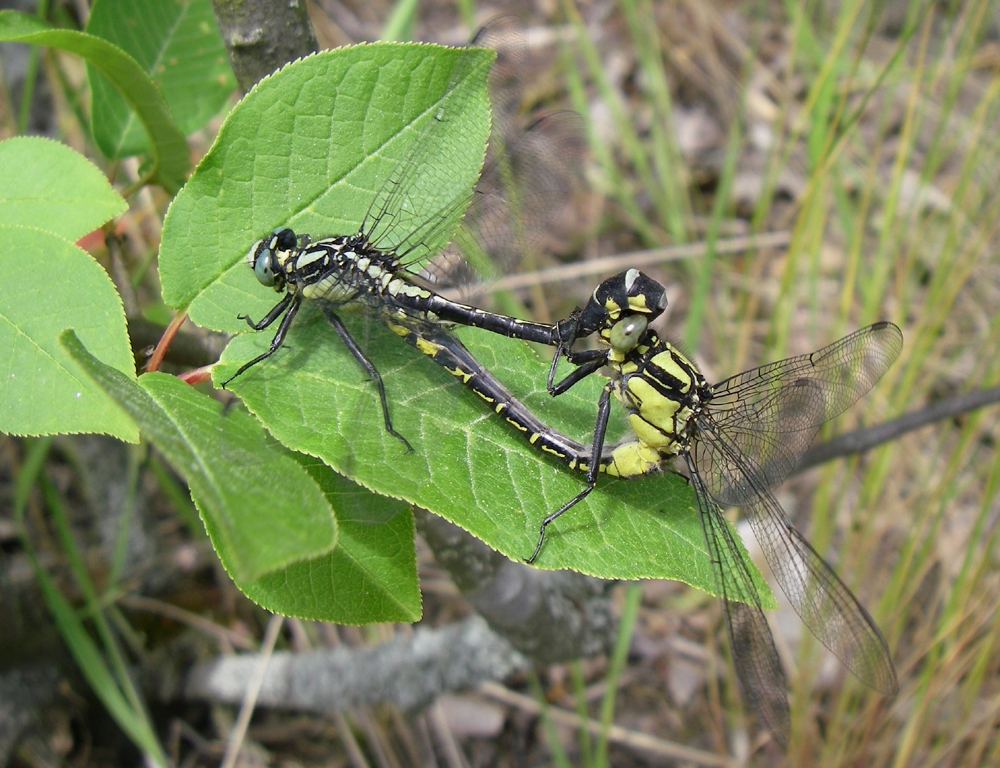
Kopulationsrad von Gemeinen Keiljungfern (das Weibchen rechts)

Die Gemeine Keiljungfer ist eine gedrungene, kräftig gebaute Libelle mit einer Flügelspannweite von 6 bis 7 cm und einer Körperlänge von etwa 5 cm. Der für die Gattung namensgebende Keil ist eine Verdickung der letzten Segmente des Hinterleibs und nur bei den Männchen ausgeprägt. Ihre typische, gelb-schwarze Zeichnung stellt eine gute Tarnfärbung sowohl in der Vegetation wie auf dem Boden dar und macht die Art eigentlich unverwechselbar, auf den ersten Blick kann sie jedoch mit anderen, ähnlich gezeichneten Flussjungfern verwechselt werden. Nur bei dieser Art sind die Beine völlig schwarz gefärbt.

## Verbreitung
Das Verbreitungsgebiet erstreckt sich von der nördlichen Iberischen Halbinsel bis zum Ural. Die Verbreitungsgrenze verläuft im Norden durch England und das südliche Skandinavien, im Süden von Frankreich über Mittelitalien und Nordgriechenland bis zum Kaukasus. Die Höhenverbreitung beschränkt sich meist auf tiefere Lagen unter 600 m, vereinzelt können Fortpflanzungsgewässer bis etwa 750 m gefunden werden. Einzelne, vagabundierende Individuen wurden allerdings in der Schweiz bereits bis zu 1400 m nachgewiesen.

## Lebensraum
Die Gemeine Keiljungfer besiedelt in erster Linie Fließgewässer des Tieflandes und der Ebene, von breiteren Bächen über Flüsse und Kanäle bis hin zu großen Strömen. Daneben werden aber auch die Uferbereiche von Seen und Abbaugewässern wie Baggerweiher als Habitate genutzt. Wichtigster Faktor für die Besiedlung aller Lebensräume stellt dabei relativ feines, meist sandiges oder schluffiges Substrat als Lebensraum für die Larven dar, auch sehr kleinräumig. Deutlich weniger wichtig dürfte der häufig genannte Faktor des bewegten Wassers für die Entwicklung der Art sein, da in Stillgewässern keineswegs nur Brandungsufer größerer Seen besiedelt werden. Bei Abbaugewässern scheint lediglich Grundwasseranschluss eine gewisse Bedeutung zu besitzen.

## Lebensweise

### Flugzeit
Die Gemeine Keiljungfer ist eine der ersten Libellen des Frühjahres, ihre Emergenzperiode beginnt etwa Ende April und dauert bis in den Juli hinein. Das Gros der Tiere schlüpft allerdings in den ersten vier Wochen. Die Flugzeit endet Anfang August, Einzelbeobachtungen von Imagines sind in Ausnahmefällen bis Anfang September möglich.

### Verhalten
Nach dem Schlupf verlassen die jungen Imagines das Gewässer und verteilen sich während einer maximal zweiwöchigen Reifungsperiode im Umland, oftmals mehrere Kilometer vom Entwicklungsgewässer entfernt. Erst als geschlechtsreife, adulte Tiere sind sie wieder am Gewässer zu finden. Meist kann man dort jedoch nur die Männchen beobachten, die an Fließgewässern gerne Reviere von 10 bis 20 m Uferlänge besetzen, die von Bäumen oder Steinen aus auf der Ausschau nach Weibchen überwacht werden. Die Weibchen kommen nur zur Paarung und zur Eiablage ans Gewässer und sind entsprechend selten zu beobachten.

### Paarung und Eiablage
Die Paarung ist langwierig und kann bis über eine Stunde dauern, die das Paarungsrad bewegungslos in der Vegetation versteckt in Gewässernähe verbringt. Anschließend fliegen die Weibchen allein zum Gewässer, wo sie im Sitzen mit angehobenem Hinterleib einen erbsengroßen Eiklumpen auspressen, den sie anschließend im Flug mit Wippbewegungen auf der Wasseroberfläche nach und nach abstreifen.

### Larvenleben

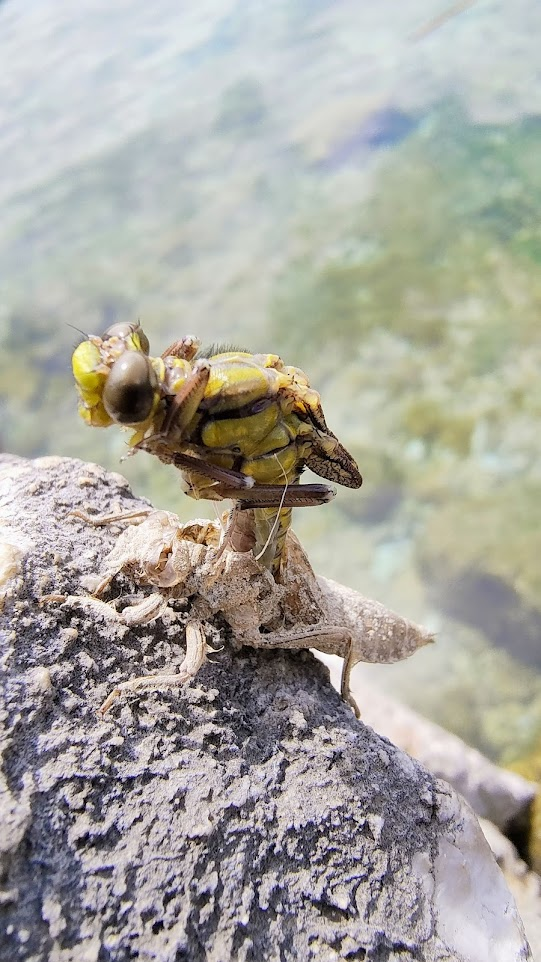
Keiljungfer beim Schlupf (Imaginalhäutung)

Die nachtaktiven Larven leben in Feinsediment wie Sand oder Schlamm eingegraben, wo sie als Ansitzjäger ihrer Beute ruhig auflauern. Der Entwicklungszyklus der Larven umfasst mehr als zehn Stadien und beträgt zwei, drei oder vier Jahre. Die Dauer des Entwicklungszyklus ist dabei wahrscheinlich nicht von der geographischen Lage bzw. dem Klima abhängig, sondern vom Gewässertyp. Eine zweijährige Entwicklung ist wohl nur in großen Strömen mit warmen Flachwasserbereichen möglich. Mittlerweile existieren sogar Belege für eine einjährige Entwicklung der Larven in neu angelegten Kleingewässern, was allerdings gewiss einen seltenen Ausnahmefall darstellt.

## Gefährdung und Schutz
Die Gemeine Keiljungfer ist unter anderem nach dem deutschen Bundesnaturschutzgesetz und der Bundesartenschutzverordnung eine „besonders geschützte“ Art. In der Roten Liste etwa von Deutschland galt sie früher als „stark gefährdet“, wird inzwischen infolge von Verbesserungen bei der strukturellen Fließgewässerqualität aber nur noch in die „Vorwarnliste“ gestellt.